# Басараба Василь Васильович
Василь Васильович Басараба (нар. 19 вересня 1959, Вінницька область) — український радянський діяч, новатор сільськогосподарського виробництва, ланковий механізованої ланки із вирощування цукрових буряків колгоспу «Червоний партизан» села Гнатків Томашпільського району Вінницької області. Депутат Верховної Ради УРСР 10-го скликання.

## Біографія
Освіта середня. Член ВЛКСМ.
З 1975 року — тракторист, з 1979 року — ланковий механізованої ланки із вирощування цукрових буряків колгоспу «Червоний партизан» села Гнатків Томашпільського району Вінницької області.